# المغراقة
المغراقة هي مستوطنة سابقة من العصر البرونزي تقع في محافظة غزة بقطاع غزة في فلسطين. تم اكتشافه عام 1996 في بلدة المغراقة وتم التحقيق فيه في عامي 1999 و2000 ضمن مشروع أبحاث غزة. كان الموقع مأهولًا بالسكان في أوائل الألفية الثانية قبل الميلاد، وربما كان مرتبطًا بمستوطنة تل العجول القريبة، والتي كانت مأهولة بالسكان في نفس الوقت تقريبًا.

## الموقع والتضاريس
عندما تم اكتشاف المغراقة في عام 1996، كانت تقع في بيئة مختلطة تجمع بين الأراضي الزراعية والكثبان الرملية. وقد غطت ما يقدر بنحو15 هكتار (37 أكر). تم إنشاؤه على أرض منخفضة.

## تاريخ
حدد علماء الآثار ثلاث مراحل من الاستيطان في المغراقة، وكلها تعود إلى العصر البرونزي الأوسط (فترة MBA IIb-c)، الجزء الأول من الألفية الثانية قبل الميلاد. تم التوصل إلى التاريخ بناءً على القطع الأثرية التي تم اكتشافها في الموقع. تميزت هذه الفترة في بلاد الشام بتطور تنظيم مجتمعي جديد، مع مستوطنات محصنة مركزية وقرى تابعة.
كانت المغراقة مأهولة بالسكان في نفس الوقت تقريبًا الذي كانت تسكن فيه تل العجول، وكانت المسافة بين الموقعين أقل من1 كيلومتر (0.62 ميل) بعيدًا. أدى قرب الموقعين إلى دفع علماء الآثار الذين قاموا بالتحقيق في تل المغرق إلى اقتراح أنه ربما كان "مستوطنة تابعة" لتل العجول. كانت غزة والمناطق المحيطة بها جزءًا من المملكة المصرية الجديدة في الألفية الثانية قبل الميلاد وكانت ذات أهمية اقتصادية وعسكرية، حيث ربطت مصر بآسيا. بعد أن تم التخلي عن المستوطنة، تم استخدام المنطقة للزراعة ثم تم تغطيتها بالكثبان الرملية.

## الاكتشاف والتحقيق
وقد اكتشف الموقع عام 1996م الدكتور معين صادق مدير دائرة الآثار في غزة. تم الكشف عنه أثناء أعمال البناء التي أزالت الكثبان الرملية في المنطقة. تم مسح الموقع كجزء من مشروع أبحاث غزة في عام 1999، وتلت ذلك أعمال حفر في عام 2000. وقد تم التخطيط لإجراء تحقيقات لاحقة ولكن تم تعليقها بسبب الانتفاضة الثانية. تم استغلال المنطقة زراعيًا، وفي أواخر عام 2023 وثق مشروع غزة البحري للآثار عمليات إزالة وهدم في منطقة المغراقة وتل العجول.
كانت القطع الأثرية التي تم استردادها من المغراقة مماثلة للأشياء الجنائزية التي تم العثور عليها في تل العجول، واقترح علماء الآثار الذين يحققون في المغراقة أنه ربما تم استخدامها كمقبرة. حددت أعمال المسح تركيزين للنشاط (الموقع المحدد 1 والموقع 2) واللذان من المرجح أنهما يشكلان موقعًا واحدًا. تشمل القطع الأثرية التي تم العثور عليها في المغراقة قطعًا من المخاريط الجنائزية المصنوعة من الطين المحروق والتي تحمل طوابع من عهد الفرعون تحتمس الثالث وحتشبسوت. في حين أن المخاريط فريدة من نوعها في المنطقة، فهي تشبه المخاريط من مصر التي يعود تاريخها إلى الأسرة الثامنة عشرة في مصر. وعلى الرغم من أوجه التشابه مع مصر، فإن غرض المخاريط غير مؤكد.

## مواقع العصر البرونزي بالقرب من غزة
- أخبر غزة
- تل العجول
- تل السكن
- دير البلح
- تل ريدان
- تل المنطار
- طويل كالسنام

## روابط خارجية
- مشروع أبحاث غزة (1997-2000)